# Knut Talén
Alfred Mauritz Knut Talén, född 1 augusti 1824 i Stockholm, död okänt år i Amerika, var en svensk-amerikansk målare.
Han var son till snörmakaråldermannen Anders Magnus Talén och Brita Lovisa Hammarström och kusin till Wladimir Apollonius Talén. Han studerade vid Kungliga Akademien för de fria konsterna 1849–1851 och var efter studierna verksam som landskapsmålare. Han emigrerade efter några år till Amerika där han var verksam som konstnär i New York.  